# Centaurea scabiosa
Il  fiordaliso vedovino  (nome scientifico  Centaurea scabiosa  L., 1753)  è una pianta erbacea, angiosperma dicotiledone, perenne appartenente alla famiglia delle Asteraceae.

## Etimologia
Il nome generico (Centaurea) deriva dal Centauro Chirone. Nella mitologia greca si racconta che Chirone, ferito ad un piede, guarì medicandosi con una pianta di fiordaliso. L'epiteto specifico di questa pianta ( scabiosa ) prende origine dalla parola latina ”scàbies” (= prurito) in riferimento alle presunte proprietà medicamentose delle foglie per curare la scabbia.

Il binomio scientifico della pianta di questa voce è stato proposto da Carl von Linné (1707 – 1778) biologo e scrittore svedese, considerato il padre della moderna classificazione scientifica degli organismi viventi, nella pubblicazione "Species Plantarum" del 1753.

## Descrizione

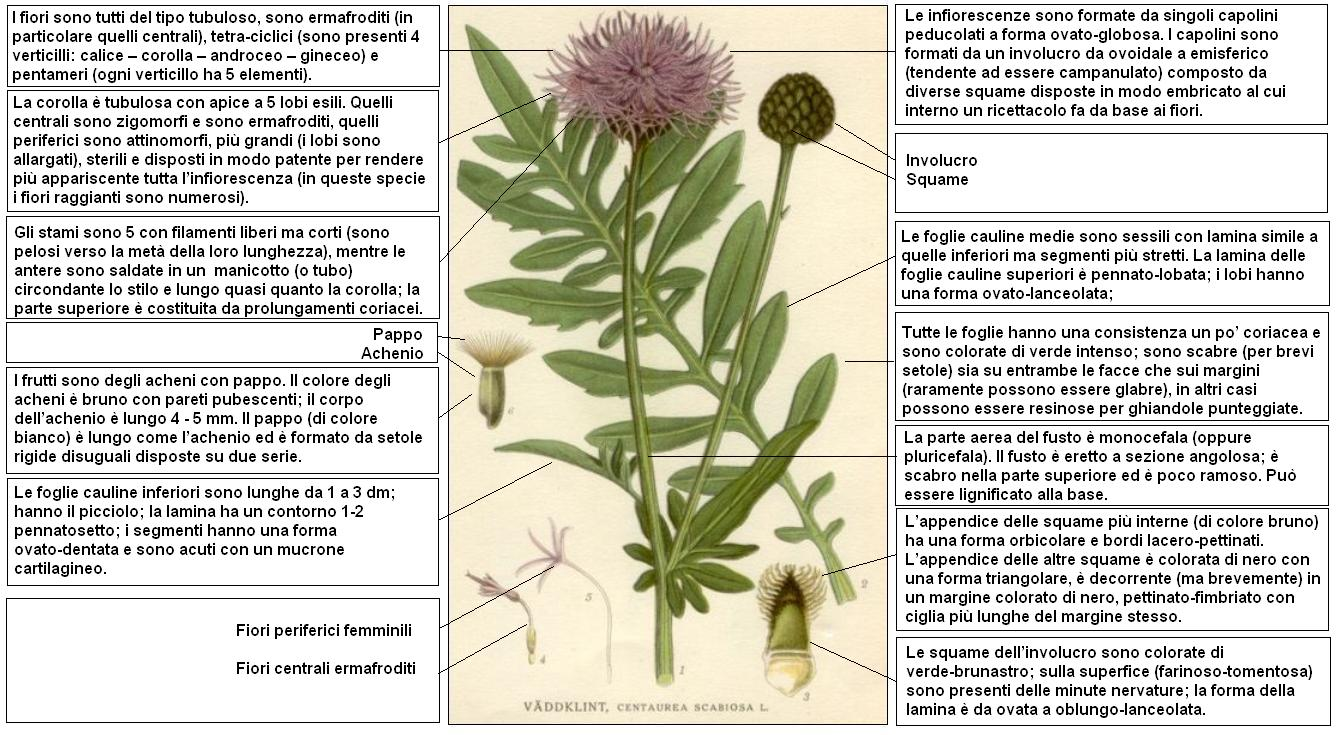
Descrizione delle parti della pianta

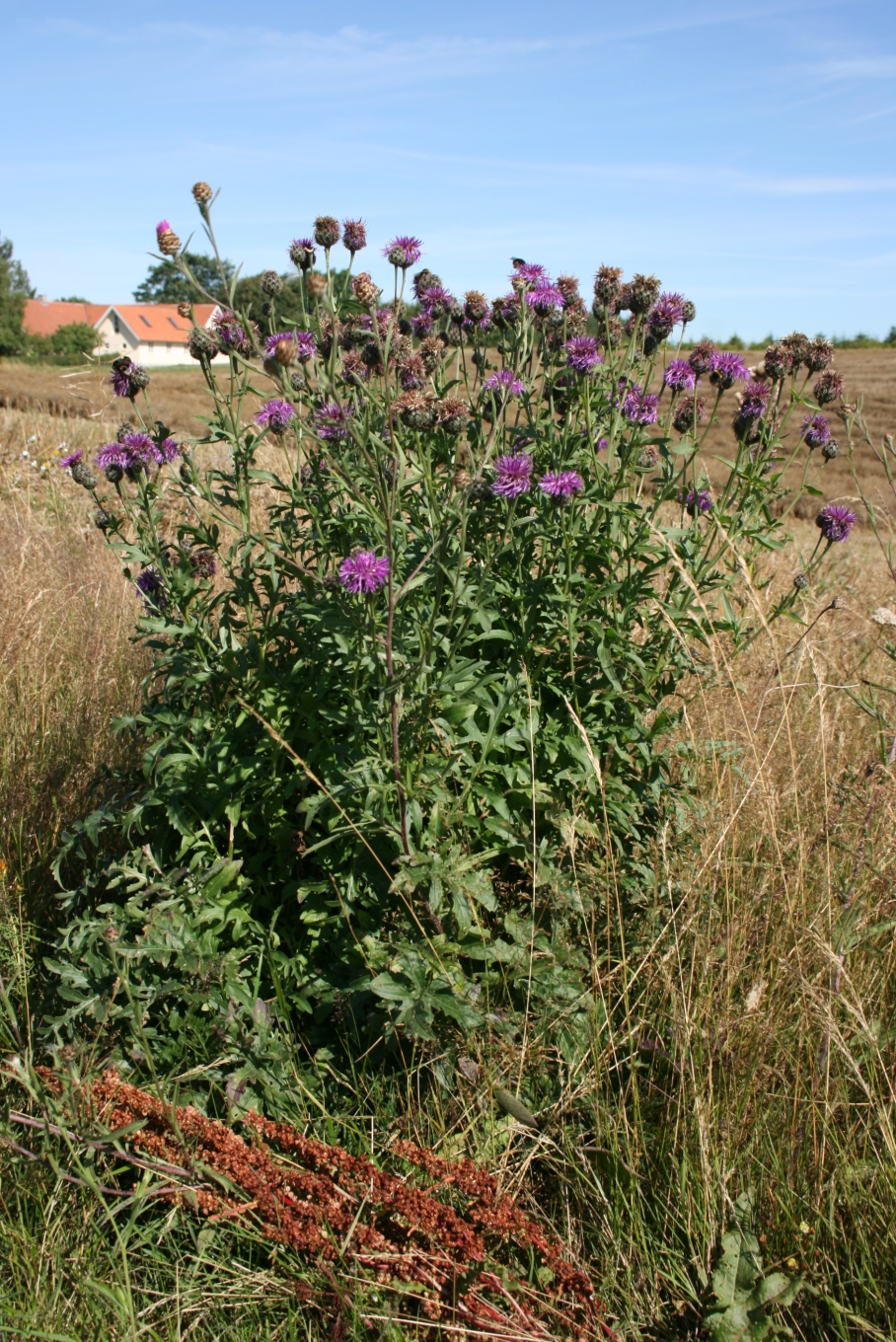
Il portamento

(La seguente descrizione è relativa alla specie  Centaurea scabiosa  s.l.; per i dettagli delle varie sottospecie vedere più avanti.)

L'altezza di queste piante varia da 5 a 12 dm. La forma biologica è emicriptofita cespitose (H caesp), ossia sono piante perenni, con gemme svernanti al livello del suolo e protette dalla lettiera o dalla neve, dotate di ciuffi di foglie basali.

### Radici
Le radici sono secondarie da rizoma. 

### Fusto
- Parte ipogea: la parte sotterranea è un rizoma discendente (può essere ramificato).
- Parte epigea: la parte aerea del fusto è monocefala (oppure pluricefala). Il fusto è eretto a sezione angolosa; è scabro nella parte superiore ed è poco ramoso. Può essere lignificato alla base.

### Foglie

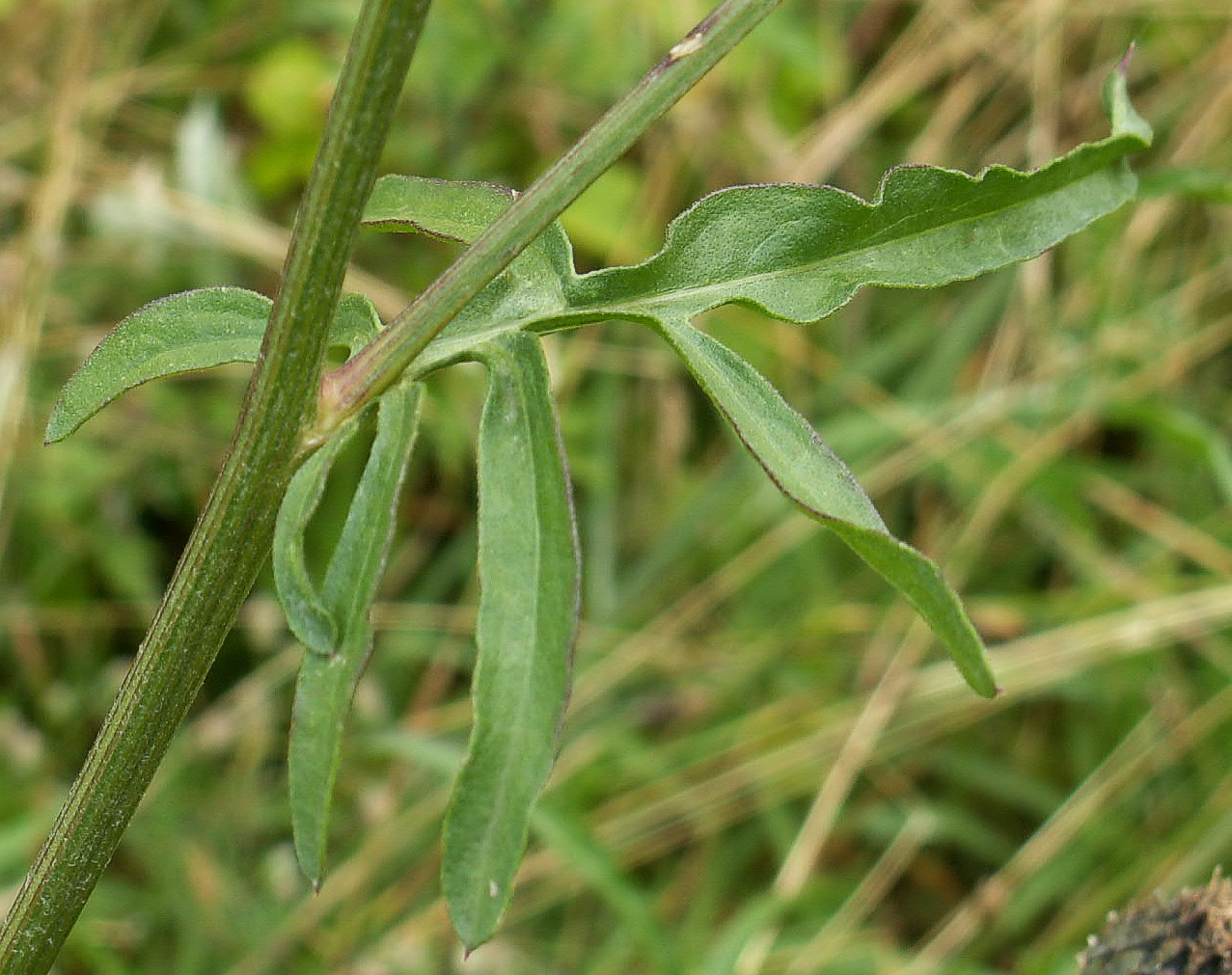
La foglia

Le foglie si dividono in foglie basali, foglie cauline inferiori e foglie cauline medie e superiori. Le foglie basali/cauline inferiori sono lunghe da 1 a 3 dm; hanno il picciolo; la lamina ha un contorno 1-2 pennatosetto; i segmenti hanno una forma ovato-dentata e sono acuti con un mucrone cartilagineo. Le foglie cauline medie sono sessili con lamina simile a quelle inferiori ma segmenti più stretti. La lamina delle foglie cauline superiori è pennato-lobata; i lobi hanno una forma ovato- lanceolata. Tutte le foglie hanno una consistenza un po' coriacea e sono colorate di verde intenso; sono scabre (per brevi setole) sia su entrambe le facce che sui margini (raramente possono essere anche glabre), in altri casi possono essere resinose per ghiandole punteggiate.

### Infiorescenza

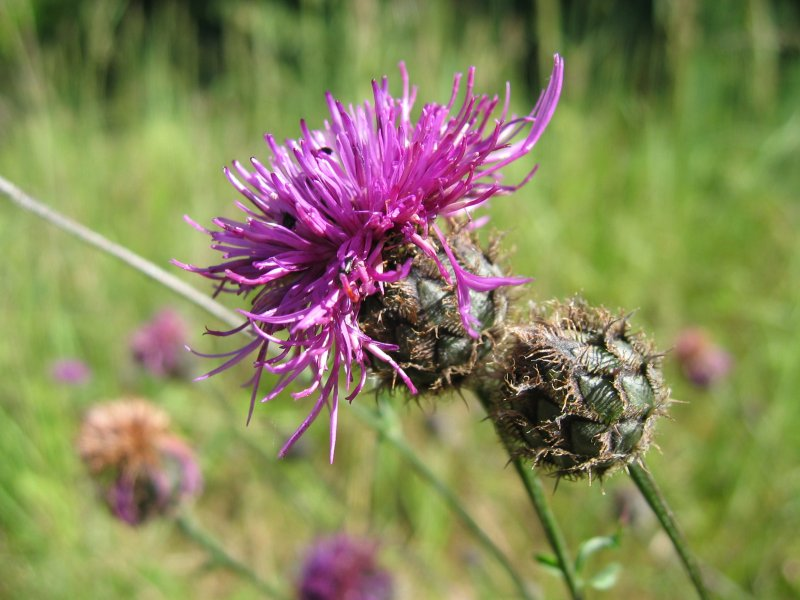
L’involucro

Le infiorescenze sono formate da singoli capolini peduncolati a forma ovato-globosa. I capolini sono formati da un involucro da ovoidale a emisferico (tendente ad essere campanulato) composto da diverse squame disposte in modo embricato al cui interno un ricettacolo fa da base ai fiori. Il colore delle squame dell'involucro è verde-brunastro; sulla superficie (farinoso- tomentosa o sparsamente aracnoidea) sono presenti delle minute nervature; la forma della lamina è da ovata a oblungo-lanceolata. L'appendice delle squame più interne (di colore bruno nerastro) ha una forma orbicolare e bordi lacero-pettinati (fimbriati). L'appendice delle altre squame è colorata di nero con una forma triangolare, è decorrente (ma brevemente) con un margine colorato di nero, pettinato- fimbriato con ciglia più lunghe del margine stesso. Diametro dei capolini: 2 – 4 cm (7 cm compresi i fiori radiati). Diametro dell'involucro: 14 – 40 mm.

### Fiore

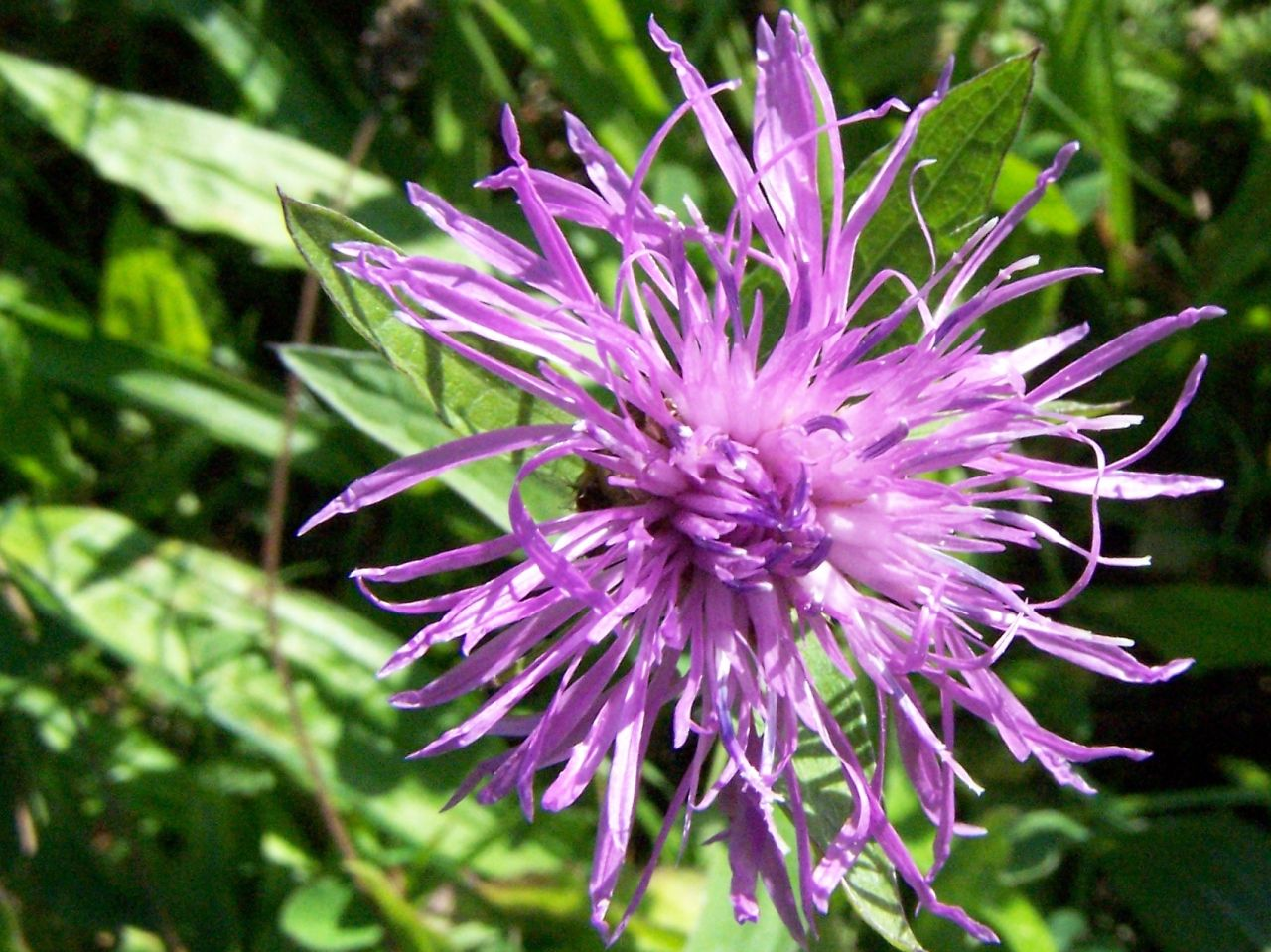
I fiori

I fiori sono tutti del tipo tubuloso (il tipo ligulato, i fiori del raggio, presente nella maggioranza delle Asteraceae,  qui è assente), sono ermafroditi (in particolare quelli centrali), tetra-ciclici (sono presenti 4 verticilli: calice – corolla – androceo – gineceo) e pentameri (ogni verticillo ha 5 elementi).
- Formula fiorale:

- /x K {\displaystyle \infty }, [C (5), A (5)], G 2 (infero), achenio

- Calice: i sepali del Calice sono ridotti ad una coroncina di squame.
- Corolla: la corolla è tubulosa con apice a 5 lobi esili. Quelli centrali sono zigomorfi e sono ermafroditi, quelli periferici sono attinomorfi, più grandi (i lobi sono allargati), sterili e disposti in modo patente per rendere più appariscente tutta l'infiorescenza (in queste specie i fiori raggianti sono numerosi).[3]. Il colore della corolla è purpureo. Lunghezza della corolla dei fiori esterni (sterili): 35 – 40 mm. Lunghezza dei fiori interni (fertili): 20 – 25 mm.
- Androceo: gli stami sono 5 con filamenti liberi ma corti (sono pelosi verso la metà della loro lunghezza), mentre le antere sono saldate in un manicotto (o tubo) circondante lo stilo e lungo quasi quanto la corolla; la parte superiore è costituita da prolungamenti coriacei.[17] I filamenti delle antere sono provvisti di movimenti sensitivi attivati da uno stimolo tattile qualsiasi (come ad esempio un insetto pronubo) in modo da far liberare dalle antere il polline. Contemporaneamente anche lo stilo si raddrizza per ricevere meglio il polline.[3]
- Gineceo: gli stigmi dello stilo sono due divergenti; l'ovario è infero uniloculare formato da 2 carpelli.[17]
- Antesi: la fioritura in generale va da giugno a settembre con periodi più o meno brevi secondo la zona e la sottospecie; i semi maturano da agosto a ottobre.

### Frutti
I frutti sono degli acheni con pappo. Il colore degli acheni è bruno con pareti pubescenti; il corpo dell'achenio è lungo 4 – 5 mm. Il pappo (di colore biancastro o grigiastro o brunastro) è lungo come l'achenio ed è formato da setole rigide disuguali disposte su due serie. Lunghezza del pappo: 4 – 5 mm.

## Distribuzione e habitat
- Geoelemento: il tipo corologico (area di origine) è Eurasiatico.
- Distribuzione: in generale la distribuzione di Centaurea scabiosa  s.l. è eurasiatica. In alcune aree dell'Europa è naturalizzata (come la Penisola Iberica o l'Irlanda); mentre in Asia ha una distribuzione centrale (non scende mai sotto le catene montuose himalayane). In altre parti de mondo è naturalizzata: America del Nord, Australia sud-orientale e Nuova Zelanda.[18] In Italia è presente al Nord e al Centro (Alpi e Appennini).
- Habitat: l'habitat preferito per queste piante sono le boscaglie aridi e i prati.
- Distribuzione altitudinale: sui rilievi, in Italia, queste piante si possono trovare fino a 300 - 2.000 m s.l.m..

## Biologia

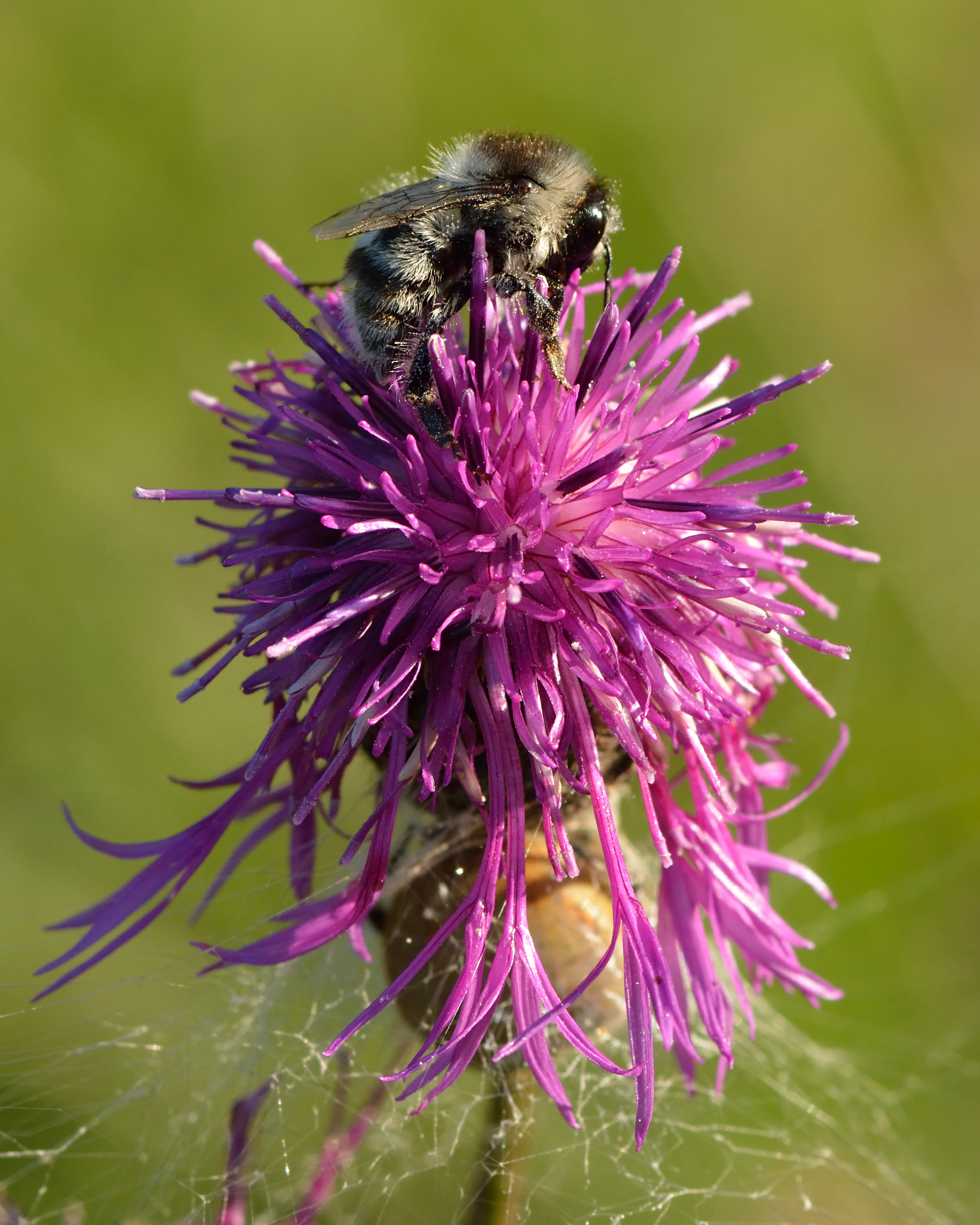
Impollinazione

- Impollinazione: l'impollinazione avviene tramite insetti (impollinazione entomogama) tipo: api, mosche e lepidotteri (Melanargia galathea e Satyridae).[19]
- Riproduzione: la fecondazione avviene fondamentalmente tramite l'impollinazione dei fiori (vedi sopra).
- Dispersione: i semi cadendo a terra (dopo essere stati trasportati per alcuni metri dal vento per merito del pappo – disseminazione anemocora) sono successivamente dispersi soprattutto da insetti tipo formiche (disseminazione mirmecoria).

## Tassonomia
La famiglia di appartenenza di questa voce (Asteraceae o Compositae, nomen conservandum) probabilmente originaria del Sud America, è la più numerosa del mondo vegetale, comprende oltre 23.000 specie distribuite su 1.535 generi, oppure 22.750 specie e 1.530 generi secondo altre fonti (una delle checklist più aggiornata elenca fino a 1.679 generi). La famiglia attualmente (2021) è divisa in 16 sottofamiglie.
La tribù Cardueae (della sottofamiglia Carduoideae) a sua volta è suddivisa in 12 sottotribù (la sottotribù Centaureinae è una di queste).
Il genere Centaurea elenca oltre 700 specie distribuite in tutto il mondo, delle quali un centinaio sono presenti spontaneamente sul territorio italiano.

### Filogenesi
La classificazione della sottotribù rimane ancora problematica e piena di incertezze. Il genere di questa voce è inserito nel gruppo tassonomico informale Centaurea Group formato dal solo genere Centaurea. La posizione filogenetica di questo gruppo nell'ambito della sottotribù è definita come il "core" della sottotribù; ossia è stato l'ultimo gruppo a divergere intorno ai 10 milioni di anni fa.
La  Centaurea pullata  appartiene al gruppo delle centauree le cui brattee (o squame) dell'involucro terminano con una appendice decorrente, ossia non è chiaramente separata (tramite una strozzatura) dal corpo sottostante della squama e all'apice è presente una singola spina oppure le brattee sono inermi (in base alla suddivisione proposta da Pignatti). Questa suddivisione comunque è priva di valore tassonomico ma puramente di comodo dato il grande numero di specie spontanee presenti sul territorio italiano.
Questi caratteri sono condivisi con le seguenti specie (sono indicati alcuni caratteri distintivi per ogni specie):
- Centaurea dichroantha A.Kern. - Fiordaliso giallo-rosso: le foglie inferiori hanno delle lacinie lineari; il diametro degli involucri dei capolini è 14 – 40 mm; gli acheni sono lunghi 4 - 5,5 mm.
- Centaurea ambigua Guss. - Fiordaliso d'Abruzzo: il diametro degli involucri dei capolini è 7 – 14 mm; gli acheni sono lunghi 3 mm.
- Centaurea parlatoris Heldr. - Fiordaliso di Parlatore: il diametro degli involucri dei capolini è 4 – 6 mm; gli acheni sono lunghi 3,2 - 3,5 mm.

Il numero cromosomico di  C. scabiosa  è: 2n = 20 (in Russia); 2n = 40 (altrove)

### Variabilità
Questa specie è polimorfa: per questa entità sono state descritte (e riconosciute valide) fino a 13 sottospecie. I caratteri più soggetti a variabilità sono i seguenti:
- la forma dei segmenti delle foglie;
- le dimensioni dell'involucro;
- la dimensione delle appendici (possono ricoprire in parte o del tutto l'involucro).

Qui di seguito sono descritte le sottospecie presenti in Italia (non sempre riconosciute dalle varie checklist botaniche).

#### Sottospeciealpestris

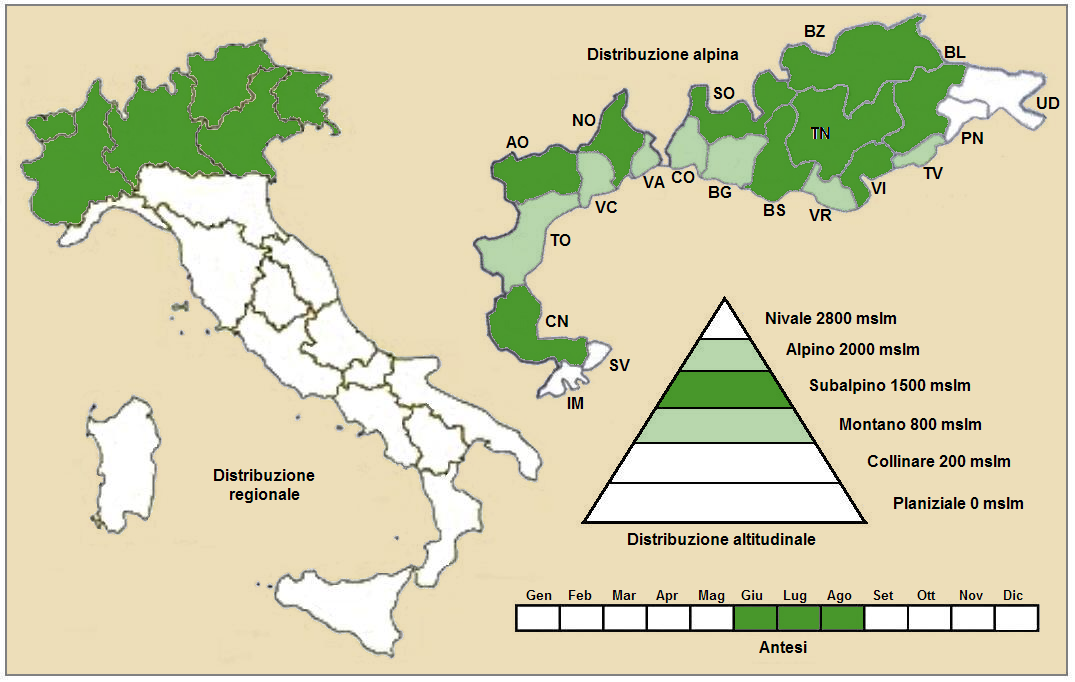
Distribuzione della sottospecie alpestris
(Distribuzione regionale – Distribuzione alpina)

- Nome scientifico: Centaurea scabiosa  subsp.  alpestris (Hegetschw.) Nyman, 1879.
- Basionimo: il basionimo per questa sottospecie è Centaurea alpestris  Hegetschw., 1840.
- Nome comune: centaurea alpestre.
- Descrizione: l'altezza di questa sottospecie varia da 30 a 60 cm; i segmenti delle foglie inferiori hanno una forma da obovata a oblanceolata; diametro dell'involucro del capolino 20 – 40 mm; le appendici delle squame sono molto sviluppate, sono lunghe 5 – 7 mm e ricoprono quasi completamente le squame sottostanti, ma non sono molto decorrenti; il pappo ha un colore bruno, poco più lungo dell'achenio.
- Antesi: da giugno ad agosto.
- Geoelemento: il tipo corologico (area di origine) è Orofita – Sud Europeo.
- Distribuzione: questa entità in Italia si trova (raramente) solamente nelle Alpi dalla Val Venosta al Piemonte; fuori dai confini italiani (sempre nelle Alpi) si trova in Francia (dipartimenti di Alpes-de-Haute-Provence, Hautes-Alpes, Savoia e Alta Savoia), in Svizzera (tutti i cantoni), in Austria (escluso il Länder dell'Austria Superiore) e in Slovenia. Sugli altri rilievi europei si trova nei Vosgi, Massiccio del Giura, Pirenei e Carpazi. Nel resto dell'Europa si trova nella Penisola Balcanica ed Europa Centrale.
- Habitat: l'habitat tipico per questa sottospecie sono i margini dei boschi, le schiarite e le strade forestali, le praterie rase alpine e subalpine, i megaforbieti, i popolamenti a felci, le boscaglie di pini montani, peccete, lariceti e abetine; il substrato preferito è calcareo o calcareo/siliceo con pH basico, medi valori nutrizionali del terreno che deve essere secco.
- Distribuzione altitudinale: sui rilievi queste piante frequentano il piano vegetazionale subalpino e in parte sia quello montano che quello alpino.
- Fitosociologia dell'areale alpino: dal punto di vista fitosociologico alpinoCentaurea scabiosa appartiene alla seguente comunità vegetale:
Formazione: delle comunità delle praterie rase dei piani subalpino e alpino con dominanza di emicriptofite
Classe: Elyno-Seslerietea variae
Ordine: Seslerietalia variae
Alleanza: Seslerion variae

#### Sottospeciefritschii

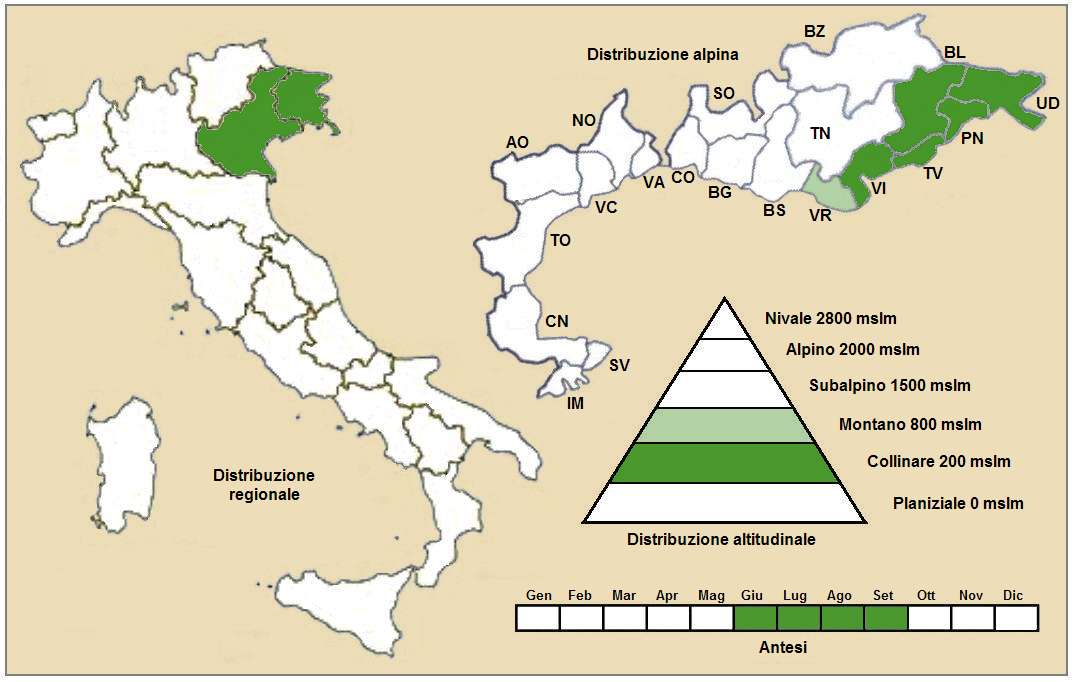
Distribuzione della sottospecie fritschii
(Distribuzione regionale – Distribuzione alpina

- Nome scientifico: Centaurea scabiosa  subsp.  fritschii  (Hayek) Hayek, 1913.
- Basionimo: il basionimo per questa sottospecie è Centaurea fritschii   Hayek, 1901.
- Nome comune: centaurea di Fritsch.
- Descrizione: l'altezza di questa sottospecie varia da 100 a 180 cm; le foglie sono glabre e lucide nella parte superiore (in tutti i casi con pochi peli); sono scabre sui margini e lungo le nervature della pagina inferiore; la lamina è pennatosetta con segmenti a forma sottile e allungata (spesso sono lineari); l'involucro ha un diametro 15– 18 mm; le appendici delle squame sono strettamente decorrenti con una sottile striscia e sono lunghe 1 – 2 mm; non ricoprono completamente le altre brattee dell'involucro; i bordi sono fimbriati o subinteri; il colore del pappo è grigio o bruno-chiaro, ed è lungo quanto l'achenio.
- Antesi: da giugno a settembre.
- Geoelemento: il tipo corologico (area di origine) è Sud Est Europeo.
- Distribuzione: è una pianta comune solamente nelle Alpi Orientali, in Austria (Länder del Tirolo Orientale e Carinzia) e in Slovenia; sugli altri rilievi europei si trova nei monti Carpazi; inoltre è presente nella Penisola Balcanica.
- Habitat: l'habitat tipico per questa sottospecie sono le boscaglie termofile a Roverella; ma anche le praterie rase e i pascoli aridi del piano collinare, arbusteti meso-termofili, querceti e ostrieti termofili; il substrato preferito è calcareo o calcareo/siliceo con pH basico, bassi valori nutrizionali del terreno che deve essere secco.
- Distribuzione altitudinale: sui rilievi queste piante frequentano il piano vegetazionale collinare e in parte quello montano.
- Fitosociologia dell'areale alpino: dal punto di vista fitosociologico alpino Centaurea scabiosa appartiene alla seguente comunità vegetale:
Formazione: delle comunità a emicriptofite e camefite delle praterie rase magre secche
Classe: Festuco-Brometea
Ordine: Scorzonero-Chrysopogonetalia
Alleanza: Saturejion subspicatae
- Fitosociologia dell'areale italiano: per l'areale completo italiano la sottospecie austriaca appartiene alla seguente comunità vegetale:
Macrotipologia: vegetazione delle praterie
Classe: Festuco valesiacae-brometea erecti
Ordine: Scorzonero villosae-chrysopogonetalia grylli
Alleanza: Saturejion subspicatae
Descrizione: l'alleanza Saturejion subspicatae  include le praterie xerofile e rupicole caratterizzate da elevata aridità e marcata eliofilia delle specie. Sono correlate a suoli primitivi o minerali, oligotrofici, su rocce compatte, nel piano bioclimatico supramediterraneo e distribuite fino al piano mesotemperato superiore (200–900 m) dei rilievi prealpini. La distribuzione di questo areale si estendono dal litorale croato-dalmatico alle propaggini calcaree delle Alpi sudorientali. Le entità associate a questa alleanza hanno una distribuzione sudesteuropea e illirica. Alcune comunità di questa alleanza possiedono caratteristiche di praterie borigene primarie e possono quindi essere considerate stabili o lungamente durevoli in quanto localizzate in zone soggette a venti di bora che ne impediscono l'incespugliamento; altre si configurano come praterie secondarie, originate dall'azione dell'uomo e mantenute attraverso pascolamento.

#### Sottospeciegrinensis

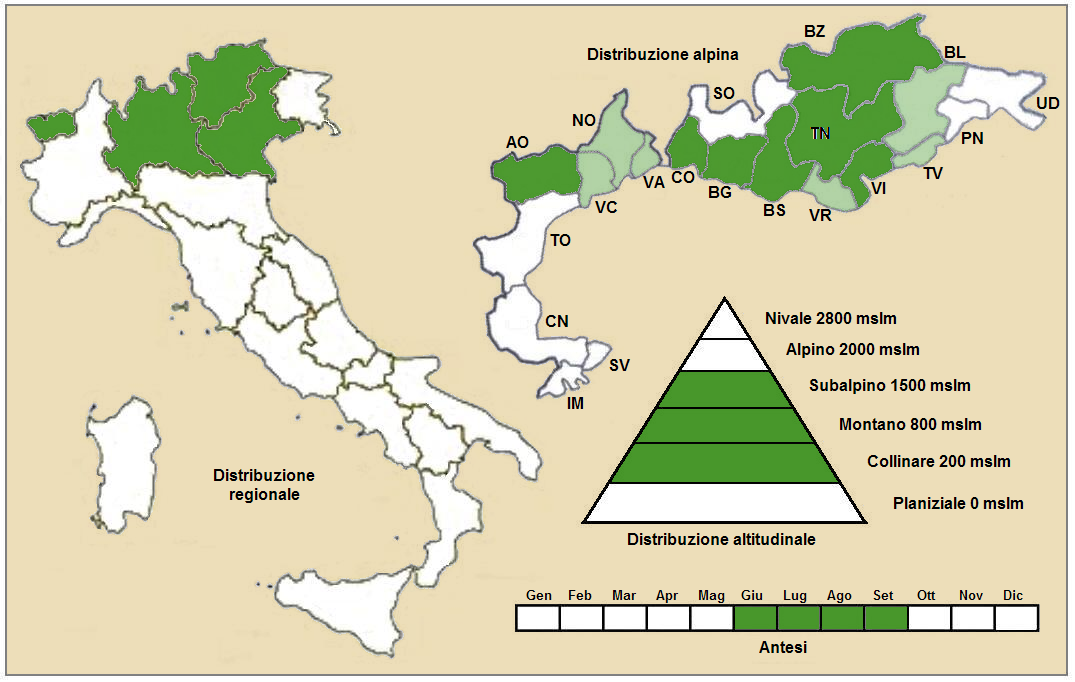
Distribuzione della sottospecie grinensis
(Distribuzione regionale – Distribuzione alpina

- Nome scientifico: Centaurea scabiosa   subsp.  grinensis  (Reuter) Nyman, 1879.
- Basionimo: il basionimo per questa sottospecie è Centaurea grinensis   Reuter, 1858.
- Nome comune: centaurea delle Grigne.
- Descrizione: l'altezza di questa sottospecie varia da 30 a 120 cm; le foglie sono lisce e lucide fino ai bordi che sono scabri; le foglie sono scabre anche lungo le nervature della pagina inferiore; la lamina è pennatosetta con segmenti a forma sottile e allungata (spesso sono lineari); l'involucro ha un diametro di 14 – 15 mm; le appendici delle squame sono corte con forma triangolare con 3 - 5 fimbrie per lato e sono strettamente decorrenti con una sottile striscia e sono lunghe 1 – 2 mm e non ricoprono completamente le altre brattee dell'involucro; il pappo è leggermente più corto dell'achenio; il colore è grigio o bruno-chiaro.
- Antesi: da giugno a settembre.
- Geoelemento: il tipo corologico (area di origine) è Alpico.
- Distribuzione: è una pianta comune nella parte centrale delle Alpi; fuori dai confini italiani (sempre nelle Alpi) si trova in Svizzera (cantoni Vallese, Ticino, Grigioni); sugli altri rilievi europei è presente nel Massiccio del Giura.
- Habitat: l'habitat tipico per questa sottospecie sono le boscaglie termofile e i prati aridi; ma anche nelle praterie, pascoli e prati del piano subalpino; il substrato preferito è calcareo con pH basico, bassi valori nutrizionali del terreno che deve essere arido.
- Distribuzione altitudinale: sui rilievi queste piante frequentano il piano vegetazionale collinare, quello montano e quello subalpino.
- Fitosociologia dell'areale alpino: dal punto di vista fitosociologico alpino la pianta di questa voce appartiene alla seguente comunità vegetale:
Formazione: delle comunità a emicriptofite e camefite delle praterie rase magre secche
Classe: Festuco-Brometea
Ordine: Festucetalia valesiacae 
Alleanza: Diplachnion
- Fitosociologia dell'areale italiano: per l'areale completo italiano la sottospecie condensatus appartiene alla seguente comunità vegetale:
Macrotipologia: vegetazione delle praterie
Classe: Festuco valesiacae-Brometea erecti Br.-Bl. & Tüxen ex Br.-Bl., 1949
Ordine: Festucetalia valesiacae Br.-Bl. & Tüxen ex Br.-Bl., 1949
Alleanza: Diplachnion serotinae Br.-Bl., 1961
Descrizione. L'alleanza Diplachnion serotinae è relativa alle praterie calcicole e xerofile che si sviluppano nelle valli interne del versante meridionale delle Alpi. Questa cenosi, particolarmente ricca di specie sub-mediterranee, è distribuita in Italia ed in zone molto limitate della Svizzera.

#### Sottospeciescabiosa

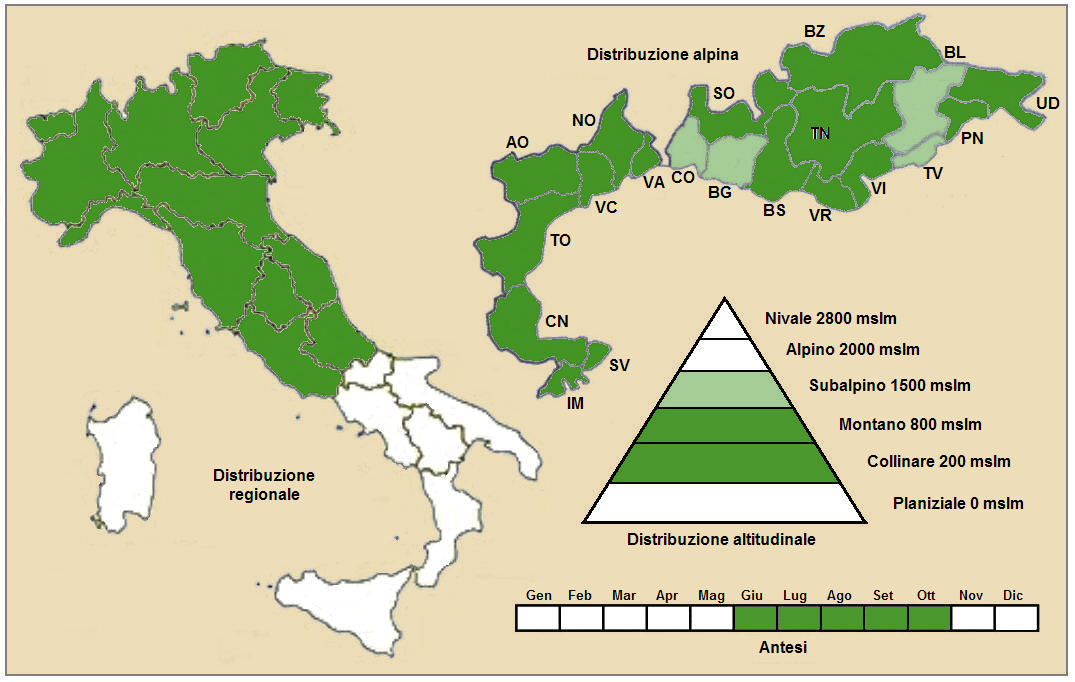
Distribuzione della sottospecie scabiosa
(Distribuzione regionale – Distribuzione alpina

- Nome scientifico: Centaurea scabiosa   subsp.  scabiosa.
- Descrizione: l'altezza di questa sottospecie varia da 30 a 120 cm; le foglie sono scabre su entrambe le facce; la lamina è pennatosetta e i segmenti hanno una forma obovata  o oblanceolata; l'involucro ha un diametro di 18 – 25 mm; le appendici delle squame sono lunghe fino a 2 mm, largamente ricorrenti e fimbriate, non ricoprono completamente le altre brattee dell'involucro; la lunghezza del pappo è uguale a quella dell'achenio, il colore è grigio o bruno-chiaro.
- Antesi: da giugno a ottobre.
- Geoelemento: il tipo corologico (area di origine) è Eurasiatico.
- Distribuzione: nelle Alpi è un'entità comune, mentre negli Appennini è più rara ed è presente fino all'Abruzzo; oltre confine (sempre nelle Alpi) è comune ovunque; è inoltre presente sui seguenti rilievi europei: Vosgi, Massiccio del Giura, Massiccio Centrale, Pirenei e Carpazi; nel resto dell'Europa è ovunque presente.
- Habitat: l'habitat tipico per questa sottospecie sono i pascoli aridi e i prati falciati (praterie rase dal piano collinare al piano subalpino); ma anche i margini erbacei e arbusteti meso-termofili; il substrato preferito è calcareo o calcareo/siliceo con pH basico, bassi valori nutrizionali del terreno che deve essere secco.
- Distribuzione altitudinale: sui rilievi queste piante frequentano il piano vegetazionale collinare e quello montano e in parte quello subalpino.
- Fitosociologia dell'areale alpino: dal punto di vista fitosociologico alpino la pianta di questa voce appartiene alla seguente comunità vegetale
Formazione: delle comunità a emicriptofite e camefite delle praterie rase magre secche
Classe: Festuco-Brometea
- Fitosociologia dell'areale italiano: per l'areale completo italiano Centaurea scabiosa appartiene alla seguente comunità vegetale:
Macrotipologia: vegetazione delle praterie. 
Classe: Festuco valesiacae-brometea erecti
Ordine: Festucetalia valesiacae
Alleanza: Cirsio-brachypodion pinnati
Descrizione: questa alleanza comprende praterie steppiche semi-aride (meso-xerofile) dominate da Brachypodium pinnatum e Bromus erectus, che si sviluppano su suoli profondi e calcarei in aree calde ed aride. La distribuzione dell'alleanza è relativa alle regioni sub-continentale dell'Europa centro-orientale, mentre In Italia è diffusa soprattutto sulle Alpi. Tradizionalmente queste praterie venivano pascolate in modo estensivo o sfalciate.

#### Altre sottospecie
Il seguente elenco descrive altre sottospecie di Centaurea scabiosa non presenti nella flora spontanea italiana:
- Centaurea scabiosa subsp. adpressa (Ledeb.) Gugler, 1907 - Distribuzione: Romania, Ucraina, Russia e Transcaucasia
- Centaurea scabiosa subsp. apiculata (Ledeb.) Mikheev, 2000 - Distribuzione: Bielorussia, Ucraina, Russia e Transcaucasia
- Centaurea scabiosa subsp. badensis (Tratt.) Gugler, 1907	- Distribuzione: Austria e ex Cecoslovacchia
- Centaurea scabiosa subsp. cephalariifolia (Willk.) Greuter, 2003 - Distribuzione: Spagna
- Centaurea scabiosa subsp. integra Greuter, 2003 - Distribuzione: Russia
- Centaurea scabiosa subsp. menteyerica (Chaix) Nyman, 1879 - Distribuzione: Francia (alcune checklist anglosassoni indicano come distribuzione di questa sottospecie l'Italia[37] – distribuzione che però non è confermata da altre fonti)
- Centaurea scabiosa subsp. sadleriana (Janka) Asch. & Graebn., 1899 - Distribuzione: Penisola Balcanica settentrionale
- Centaurea scabiosa subsp. spinulosa (Spreng.) Arcang., 1882 - Distribuzione: Penisola Balcanica
- Centaurea scabiosa subsp. tematinensis (Domin) Domin, 1936 - Distribuzione: Ungheria

### Ibridi
Per questa specie è descritto il seguente ibrido con la specie  Centaurea calcitrapa L., 1753:
- Centaurea × noguerensis Mateo, 2006

### Sinonimi
Questa entità ha avuto nel tempo diverse nomenclature. La tabella seguente indica alcuni tra i sinonimi più frequenti:
- Acrocentron alpestre  (Hegetschw.) Á.Löve & D.Löve (sinonimo della sottospecie alpestris)
- Acrocentron scabiosa  (L.) Á.Löve & D.Löve (sinonimo della sottospecie cephalariifolia)
- Centaurea adpressa Ledeb. (sinonimo della sottospecie adpressa)
- Centaurea alpestris  Hegetschw., 1840 (sinonimo della sottospecie alpestris)
- Centaurea alpigena  Paulin (sinonimo della sottospecie badensis)
- Centaurea apiculata Ledeb. (sinonimo della sottospecie apiculata)
- Centaurea apiculata Ledeb. subsp. adpressa (Ledeb.) Dostál (sinonimo della sottospecie adpressa)
- Centaurea apiculata Ledeb. subsp. spinulosa  (Rochel ex Spreng.) Dostál (sinonimo della sottospecie spinulosa)
- Centaurea atropurpurea  Griseb. (sinonimo della sottospecie cephalariifolia)
- Centaurea badensis Tratt. (sinonimo della sottospecie badensis)
- Centaurea borealis  Salisb. (sinonimo della sottospecie cephalariifolia)
- Centaurea calcarea  Jord. (sinonimo della sottospecie alpestris)
- Centaurea cephalariifolia Willk. (sinonimo della sottospecie cephalariifolia)
- Centaurea coriacea  Waldst. & Kit. (sinonimo della sottospecie cephalariifolia)
- Centaurea dichroantha subsp. alpigena  (Paulin) Á.Löve & D.Löve (sinonimo della sottospecie badensis)
- Centaurea fritschii   Hayek, 1901 (sinonimo della sottospecie  fritschii )
- Centaurea fuliginosa  Nyman (sinonimo della sottospecie cephalariifolia
- Centaurea gmelini  Steud. (sinonimo della sottospecie cephalariifolia)
- Centaurea grinensis  Reuter, 1858 (sinonimo della sottospecie  grinensis )
- Centaurea grinensis  Reuter, 1858 subsp. fritschii  (sinonimo della sottospecie  fritschii )
- Centaurea grinensis  Reuter, 1858 var. fritschii (Hayek) Soó (sinonimo della sottospecie fritschii)
- Centaurea grinensis  Reuter, 1858 var. grinensis (sinonimo della sottospecie  grinensis )
- Centaurea integrifolia  Tausch (sinonimo della sottospecie integra)
- Centaurea integrisquama  Vuk. (sinonimo della sottospecie cephalariifolia)
- Centaurea italia  Steud. (sinonimo della sottospecie cephalariifolia)
- Centaurea italica  Pers. (sinonimo della sottospecie cephalariifolia)
- Centaurea menteyerica  Chaix. (sinonimo della sottospecie  menteyerica )
- Centaurea pseudocoriacea  Dobrocz. (sinonimo della sottospecie apiculata)
- Centaurea sadleriana Janka (sinonimo della sottospecie sadleriana)
- Centaurea scabiosa  L., 1753 subsp. tenuifolia (sinonimo della sottospecie  grinensis )
- Centaurea scabiosa subsp. coriacea  (Willd.) Arcang.
- Centaurea scabiosa subsp. tenuifolia  (Gaudin) Hayek  (sinonimo della sottospcie  grinensis )
- Centaurea scabiosa subsp. vertesensis  (Boros) Soó (sinonimo della sottospecie tematinensis)
- Centaurea scabiosa subsp. vulgaris  (W. D. J. Koch) Hayek
- Centaurea scabiosa var. angustata Ledeb.	(sinonimo della sottospecie adpressa)
- Centaurea scabiosa var. scabiosa (sinonimo di Centaurea scabiosa)
- Centaurea scabiosa var. tenuifolia  Gaudin  (sinonimo della sottospecie  grinensis )
- Centaurea scabiosa var. vertesensis  (Boros) Soó (sinonimo di Centaurea scabiosa)
- Centaurea scabiosa var. vulgaris  W. D. J. Koch
- Centaurea scabiosifolia  St.-Lag. (sinonimo della sottospecie cephalariifolia)
- Centaurea scabiosiformis  St.-Lag. (sinonimo della sottospecie cephalariifolia)
- Centaurea spinulosa  Rochel (sinonimo della sottospecie  spinulosa )
- Centaurea spinulosa  Rochel subsp. adpressa (Ledeb.) Holub (sinonimo della sottospecie adpressa)
- Centaurea spinulosa  Rochel subsp. apiculata (Ledeb.) Soldano (sinonimo della sottospecie apiculata)
- Centaurea stereophylla  Griseb. (sinonimo della sottospecie cephalariifolia)
- Centaurea subarmata  Gugler (sinonimo della sottospecie cephalariifolia)
- Centaurea tematinensis Domin	 (sinonimo della sottospecie tematinensis)
- Centaurea tenuifolia Schleich. ex Steud.  (sinonimo della sottospcie  grinensis )
- Centaurea variifolia  Loisel. (sinonimo della sottospecie cephalariifolia)
- Centaurea vertesensis Boros (sinonimo della sottospecie tematinensis)
- Colymbada adpressa (Ledeb.) Holub (sinonimo della sottospecie adpressa)
- Colymbada alpestris (Hegetschw.) Rauschert (sinonimo della sottospecie alpestris)
- Colymbada apiculata  (Ledeb.) Holub (sinonimo della sottospecie apiculata)
- Colymbada apiculata  (Ledeb.) Holub subsp. apiculata (sinonimo della sottospecie apiculata)
- Colymbada apiculata  (Ledeb.) Holub subsp. spinulosa  (Rochel) Dostál (sinonimo della sottospecie spinulosa)
- Colymbada badensis  (Tratt.) Holub (sinonimo della sottospecie badensis)
- Colymbada calcarea  (Jord.) Holub (sinonimo della sottospecie alpestris)
- Colymbada cephalariifolia  (Willk.) Holub (sinonimo della sottospecie cephalariifolia)
- Colymbada grinensis (Reut.) Holub (sinonimo della sottospecie  grinensis )
- Colymbada grinensis (Reut.) Holub subsp. fritschii  (Hayek) Dostál (sinonimo della sottospecie fritschii)
- Colymbada grinensis (Reut.) Holub subsp. grinensis (sinonimo della sottospecie  grinensis )
- Colymbada menteyrica (Chaix) Holub (sinonimo della sottospecie menteyrica)
- Colymbada sadleriana (Janka) Holub (sinonimo della sottospecie sadleriana)
- Colymbada scabiosa (L.) Rauschert
- Colymbada scabiosa (L.) Rauschert subsp. fritschii  (Hayek) Á.Löve & D.Löve (sinonimo della sottospecie fritschii)
- Colymbada scabiosa (L.) Rauschert subsp. scabiosa
- Colymbada scabiosa (L.) Rauschert var. scabiosa
- Colymbada spinulosa (Rochel) Holub (sinonimo della sottospecie spinulosa)
- Cyanus coriaceus  Baumg. (sinonimo della sottospecie cephalariifolia)
- Cyanus laciniatus  Gilib. (sinonimo della sottospecie cephalariifolia)
- Cyanus scabiosa  Moench (sinonimo della sottospecie cephalariifolia)
- Scabiosa variifolia Loisel.

## Usi

### Farmacia
Secondo la medicina popolare questa specie ha le seguenti proprietà medicamentose:
- diaforetica (agevola la traspirazione cutanea);
- diuretica (facilita il rilascio dell'urina);
- tonica (rafforza l'organismo in generale);
- vulnerarie (guarisce le ferite).